# Багачка (село)
Багачка (укр. Багачка) — упразднённое село, Широкодолинский сельский совет, Великобагачанский район, Полтавская область, Украина.
Код КОАТУУ — 5320285702.
Село находилось на расстоянии в 1,5 км от сел Бехтерщина и Грушино. Ликвидировано в 1999 году .